# NGC 2295
NGC 2295 је спирална галаксија у сазвежђу Велики пас која се налази на NGC листи објеката дубоког неба.
Деклинација објекта је - 26° 44' 10" а ректасцензија 6h 47m 23,2s. Привидна величина (магнитуда) објекта NGC 2295 износи 12,8 а фотографска магнитуда 13,6. NGC 2295 је још познат и под ознакама ESO 490-47, MCG -4-16-21, VV 178, CGMW 2-34, PGC 19607.